# Shiro Seijo to Kuro Bokushi
Shiro Seijo to Kuro Bokushi (白聖女と黒牧師?), también conocida como Saint Cecilia and Pastor Lawrence en inglés, es una serie de manga de comedia romántica japonesa escrita e ilustrada por Hazano Kazutake. Se ha serializado en la revista en línea Shōnen Magazine R de Kodansha desde abril de 2017, con sus capítulos recopilados en diez volúmenes tankōbon a partir de junio de 2022. Una adaptación de la serie de televisión de anime de Doga Kobo se estrenó en julio de 2023.

## Personajes
Cecilia (セシリア Seshiria?)
 Seiyū: Hime Sawada
Lawrence (ローレンス Rōrensu?)
 Seiyū: Kaito Ishikawa
Abel (アベル Aberu?)
 Seiyū: Haruki Ishiya
Hazelita (ヘーゼリッタ Hēzeritta?)
 Seiyū: Kanna Nakamura
Mel (メル Meru?)
 Seiyū: Haruka Tomatsu
Rebecca (レベッカ Rebekka?)
 Seiyū: Mai Nakahara
Eric (エリック Erikku?)
 Seiyū: Makoto Koichi
Gieselbert (ギーゼルベルト Gīzeruberuto?)
 Seiyū: Tomoaki Maeno
Frederica (フレデリカ Furederika?)
 Seiyū: Reina Ueda

## Contenido de la obra

### Manga
Fue escrito e ilustrado por Hazano Kazutake, Saint Cecilia and Pastor Lawrencecomenzaron la serialización en la revista en línea Shōnen Magazine R de Kodansha el 20 de abril de 2017. Hasta junio de 2022, se han publicado diez volúmenes de tankōbon. En América del Norte, Kodansha USA obtuvo la licencia de la serie para su publicación digital en inglés.

### Anime
En junio de 2022 se anunció una adaptación de la serie de televisión de anime. Fue producida por Doga Kobo y dirigida por Sumie Noro, con guiones escritos por Yuka Yamada, diseños de personajes a cargo de Hiromi Nakagawa y música compuesta por Ruka Kawada. La serie se planeaba estrenarse en abril de 2023, pero luego se retrasó hasta julio debido a la pandemia de COVID-19 que afectó la producción. Se estrenó el 13 de julio de 2023 en Tokyo MX y otras redes. El tema de apertura es "Koi Sekai" de ClariS, mientras que el tema de cierre es "Toko Siesta" de Sasanomaly. Crunchyroll obtuvo la licencia de la serie fuera de Asia.